# Pléistocène
Stratigraphie
Pliocène Holocène
Néogène
Subdivisions
- Pléistocène supérieur ou Tarentien
- Pléistocène moyen ou Ionien
- Pléistocène inférieur
  - Calabrien
  - Gélasien

Le Pléistocène est la première époque géologique du Quaternaire et l'avant-dernière sur l'échelle des temps géologiques. Elle s'étend de 2,58 millions d'années à 11 700 ans avant le présent. Elle est précédée par le Pliocène et suivie par l'Holocène.
Le Pléistocène est marqué par les cycles glaciaires. Sa fin correspond plus ou moins à celle du Paléolithique.

## Étymologie
Le terme de géologie pléistocène est formé de deux étymons grecs πλεῖστος, pleîstos, « le plus nombreux, très nombreux » (superlatif de πολυς, polus « nombreux ») et de καινός, kainós, « nouveau, récent » (le premier en français donne pléisto et le second cène), sans allusion à ce qui est le plus nombreux ni à ce qui est récent. 
Comme -cène est utilisé comme suffixe pour désigner diverses époques géologiques récentes (à partir de 66 Ma jusqu’à maintenant, dans Paléocène, Éocène, Holocène, etc.), on peut supputer que cène (de καινός, kainós, « récent ») est une épithète s’appliquant à une époque géologique récente (relativement à l’ère secondaire) ou aux couches géologiques correspondantes (les affleurements sur un site de fouilles).
Pour comprendre la première épithète pléisto « le plus nombreux », il faut se reporter à Principes de géologie (1830-1833), un ouvrage du géologue anglais Charles Lyell, dans lequel il introduit le terme de pliocène, à partir d'un autre étymon πλείων, pleiôn « plus nombreux » et καινός, kainós, « nouveau, récent », donnant la graphie latine de pléio.cène / plio.cène « plus nombreux . [affleurement] récent », pour désigner la dernière des trois divisions de l’ère tertiaire, correspondant aux terrains les plus récents et dont la faune présente le plus de ressemblance avec le monde vivant actuel. Là encore, il faut deviner ce qui est « le plus nombreux ».
Lyell indique dans son ouvrage : « Les strates tertiaires européennes peuvent être classées en quatre périodes successives, chacune caractérisée par une proportion très différente de coquilles fossiles d'espèces récentes. Ces quatre périodes seront appelées « Pliocène plus récent », « Pliocène plus ancien », « Miocène » et « Éocène ». Dans les groupes les plus anciens, nous trouvons un nombre extrêmement réduit de fossiles identifiables à des espèces vivant actuellement ; mais à mesure que nous nous approchons des ensembles supérieurs et plus récents, nous trouvons les restes de testacés récents en abondance. » (Principes de géologie).
Puis Lyell remplaça le terme de Pliocène plus récent par Pleistocene (français : Pléistocène), période caractérisée par un nombre encore plus grand de « fossiles identifiables à des espèces vivant actuellement ». Sachant que l’ordre déterminant-déterminé est inverse en français, la paraphrase de pléisto.cène (la forme francisée avec des accents) pourrait être « [affleurement] récent [ayant des fossiles de formes récentes] les plus nombreux ».

## Historique
Lors de sa définition initiale le Pléistocène couvrait toutes les glaciations récentes connues, mais on a identifié postérieurement plusieurs autres périodes glaciaires qui se situaient alors à la fin du Pliocène. À la suite de discussions conduites à partir de 2006 par l'International Union for Quaternary Research, le Gélasien a été transféré du Pliocène vers le Pléistocène le 29 juin 2009, faisant ainsi reculer la date de début de ce dernier (et du Quaternaire) vers 2,6 millions d'années avant le présent. Le stratotype correspondant à ce début (au commencement du Gélasien) est la coupe stratigraphique de Monte San Nicola près de Gela en Sicile.
Bien que la commission internationale de stratigraphie ait proposé d'étendre la période Néogène jusqu'à nos jours en y incluant le Pléistocène et l'Holocène, The geologic time scale - 2015 maintient ces deux époques géologiques dans le Quaternaire.

## Subdivisions
Précédé du Pliocène et suivi de l'Holocène, le Pléistocène est subdivisé en trois « sous-époques géologiques » :
- « Pléistocène inférieur »[Note 1] (2,58 Ma à 781 000 ans avant le présent) subdivisé en deux étages géologiques : 
  - Gélasien (2,58 à 1,80 Ma avant le présent),
  - Calabrien (1,80 Ma à 781 000 ans avant le présent) ;
- Pléistocène moyen ou « Chibanien » ou « Ionien »[Note 1] (781 000 à 126 000 ans avant le présent) ;
- Pléistocène supérieur ou « Tarentien »[Note 1] (126 000 à 11 700 ans avant le présent).

## Paléogéographie de la Terre
Les continents sont proches de leurs positions actuelles au début du Pléistocène.

## Glaciation

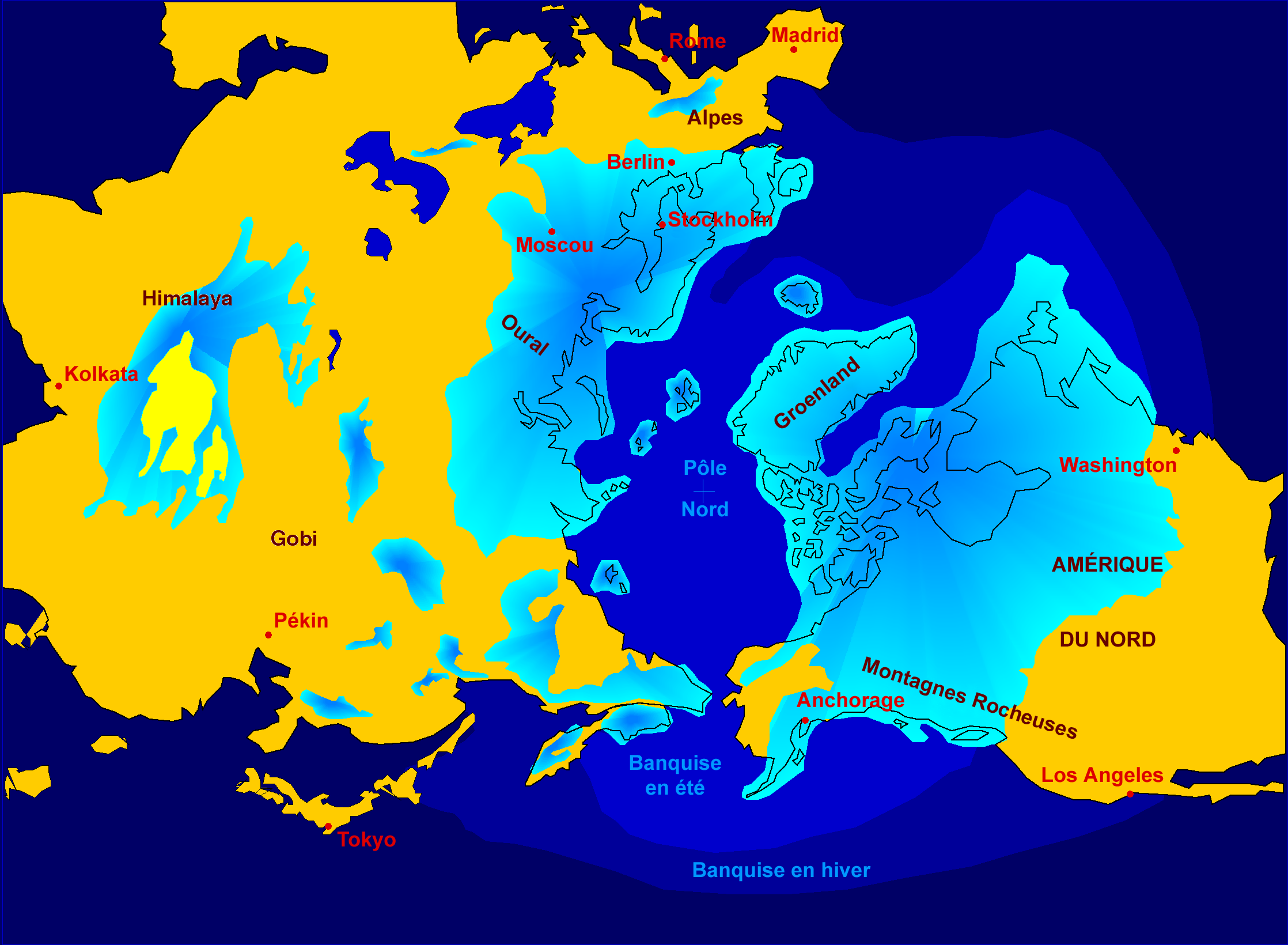
Étendue des calottes glaciaires et des inlandsis de l'hémisphère nord lors du dernier maximum glaciaire.

Le climat est caractérisé par des cycles de glaciation pendant lesquels des glaciers continentaux sont descendus jusqu'au 40e parallèle. Lors de l'extension maximale des glaces, 30 % de la surface de la Terre en est couverte. Le pergélisol (permafrost) s'étend de la limite des glaces à plusieurs centaines de kilomètres plus au sud. La température annuelle à la limite des glaces est de - 6 °C et de 0 °C à la limite du permafrost.
Les effets des glaciations sont globaux. Dans l'hémisphère sud, l'Antarctique est couvert par les glaces durant tout le Pléistocène ainsi que pendant le Pliocène précédent. Le sud de la cordillère des Andes est couvert par le glacier de Patagonie ; il existe des glaciers en Nouvelle-Zélande et Tasmanie ; les glaciers du mont Kenya, du Kilimandjaro et du Rwenzori dont il ne reste plus rien ou seulement des traces étaient très étendus. Les montagnes éthiopiennes et la chaîne de l'Atlas comportent aussi des glaciers.
Dans l'hémisphère nord de nombreux glaciers fusionnent pour former des glaciers continentaux. L'inlandsis scandinave s'étend jusqu'en Grande-Bretagne et en Allemagne. Deux inlandsis couvrent une partie de l'Amérique du Nord. Les glaciers alpins descendent jusqu'à l'emplacement actuel de Lyon. Les avancées glaciaires produisent des glaciers continentaux d'une épaisseur de 1 500 à 3 000 mètres. Le volume de glace emprisonné est la cause de la chute du niveau de la mer de 100 m ou plus. Pendant les périodes interglaciaires les côtes noyées par la remontée des eaux couvrent de grandes surfaces ; cette remontée des eaux est atténuée dans certaines régions par le rebond isostatique du plateau continental.
À la fin de la dernière période glaciaire de grands lacs se forment en Amérique du Nord. Le lac Bonneville, qui disparait par évaporation et dont il ne reste de nos jours que des vestiges, se forme il y a 32 000 ans. Le lac Agassiz, de formation plus récente (13 000 ans), couvre plus de 400 000 km 2 et se vide périodiquement vers le golfe du Mexique ou la baie d'Hudson. Les apports en eau douce froide vers l'Atlantique Nord influencent le climat européen.
On peut étudier les dépôts sédimentaires continentaux de cette période dans les grottes et le fond des lacs ainsi que dans les grandes quantités de matériaux déplacés par les glaciers. Les dépôts marins tapissent de nombreux fonds océaniques. Dans quelques zones géologiques actives comme la côte sud de la Californie, ces dépôts marins peuvent se retrouver à une altitude de plusieurs centaines de mètres.

## Ancienne nomenclature

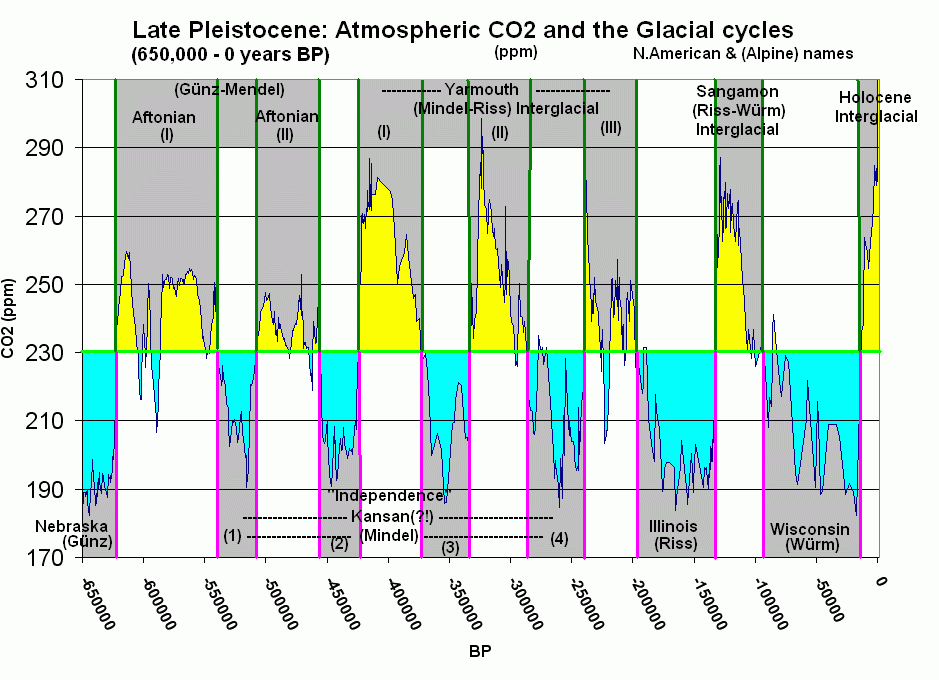
Variations de la concentration en CO2 pendant une partie du Pléistocène (données provenant de carottages dans l'Antarctique).

Au début du XXe siècle, quatre glaciations majeures avaient été identifiées, séparées par des périodes interglaciaires. Les périodes glaciaires étaient définies différemment selon les régions et continents ; elles dépendaient en effet de la latitude et de la configuration géologique de la région concernée. On retrouve néanmoins une certaine correspondance chronologique entre les glaciations des diverses régions, raison pour laquelle on parle d'évènements climatiques globaux et que les noms qui se rapportent à des régions spécifiques ont longtemps été utilisés pour dénommer l'événement global lui-même. Cette classification est toutefois abandonnée aujourd'hui au profit de la chronologie isotopique.

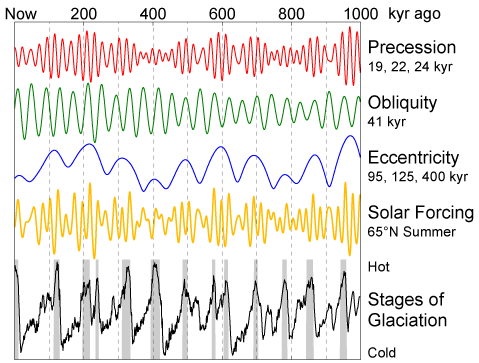
Variations astronomiques et conséquences sur la température.

| Région           | Glaciation 1 | Glaciation 2 | Glaciation 3 | Glaciation 4 |
| ---------------- | ------------ | ------------ | ------------ | ------------ |
| Alpes            | Günz         | Mindel       | Riss         | Würm         |
| Europe du Nord   | Eburonien    | Elsterien    | Saalien      | Vistulien    |
| Grande-Bretagne  | Beestonien   | Anglien      | Wolstonien   | Devensien    |
| Amérique du Nord | Nebraskéen   | Kanséen      | Illinoien    | Wisconsien   |

| Région           | Interglaciaire 1 | Interglaciaire 2 | Interglaciaire 3 |
| ---------------- | ---------------- | ---------------- | ---------------- |
| Alpes            | Günz-Mindel      | Mindel-Riss      | Riss-Würm        |
| Europe du Nord   | Waalien          | Holsteinien      | Eemien           |
| Grande-Bretagne  | Cromérien        | Hoxnien          | Ipswichien       |
| Amérique du Nord | Aftonian         | Yarmouthian      | Sangamonian      |

## Cycles glaciaires modernes
Les glaciations du Pléistocène présentent un caractère cyclique. L'hypothèse du forçage climatique par des variations de l'orbite terrestre est ancienne et soutenue par des données expérimentales cohérentes. Les cycles de Milankovitch représentent le facteur principal des changements climatiques cycliques du Pléistocène, mais ils n'expliquent pas la tendance au refroidissement global à long terme.
Aujourd'hui, le nombre de glaciations au Pléistocène est plutôt défini par les stades isotopiques de l'oxygène. Le rapport 18O/16O des isotopes de l'oxygène, mesuré dans des calcites issues de carottes océaniques, varie en fonction de la température des océans. L'évolution de ce rapport au cours du temps montre un grand nombre de cycles climatiques depuis 2,6 millions d'années.

## Faune du Pléistocène et développement du genreHomo
Au début du Pléistocène les faunes marines et continentales étaient proches des faunes actuelles.
Le genre Homo était probablement déjà présent à la fin du Pliocène en Afrique (Ledi-Geraru, LD 350-1). Différentes espèces d'Homo s'y développent à partir du Gélasien, qui vont coexister ou se succéder tout au long du Pléistocène. Nos très lointains ancêtres auraient frôlé l’extinction 900 000 ans avant le présent.
Les dernières espèces humaines non sapiens disparaissent au début du Paléolithique supérieur.
Le peuplement des régions septentrionales d'Europe et d'Asie durant le Pléistocène est tributaire des cycles glaciaires. Les méthodes de taille simples utilisées au début de la période (Oldowayen) sont remplacées à partir de 1,76 million d'années par une méthode plus complexe (Acheuléen). La domestication du feu est attestée à partir d'environ 400 000 ans avant le présent dans plusieurs régions du monde, peuplées par des espèces humaines différentes.
La domestication du chien pour la chasse, il y a au moins 33 000 ans, facilite la recherche de nourriture par Homo sapiens.
Plusieurs espèces de grands mammifères (mégafaune), telles que les mammouths, les mastodontes et les tigres à dents de sabre, s'éteignent en Australie et en Amérique concomitamment à l'arrivée d'Homo sapiens sur ces continents, à la fin du Pléistocène. Les extinctions sont un peu moins nombreuses en Europe et en Asie à cette époque. Partout, ce sont d'abord les grands animaux qui disparaissent, et la surchasse par l'Homme est mise en cause dans de nombreux cas.